# Șîpîlivka, Popasna
Șîpîlivka (în ucraineană Шипилівка) este un sat în așezarea urbană Bilohorivka din raionul Popasna, regiunea Luhansk, Ucraina.

## Demografie
Componența lingvistică a localității Șîpîlivka
     Ucraineană (83,38%)
     Rusă (16,49%)
Conform recensământului din 2001, majoritatea populației localității Șîpîlivka era vorbitoare de ucraineană (83,38%), existând în minoritate și vorbitori de rusă (16,49%).